# 槐亭駅
槐亭駅（クェジョンえき）は、大韓民国釜山広域市沙下区にある釜山交通公社1号線の駅である。駅番号は105。

## 駅構造
相対式ホーム2面2線の地下駅。スクリーンタイプのホームドアが設置されている。出入口は8箇所に設けられている。

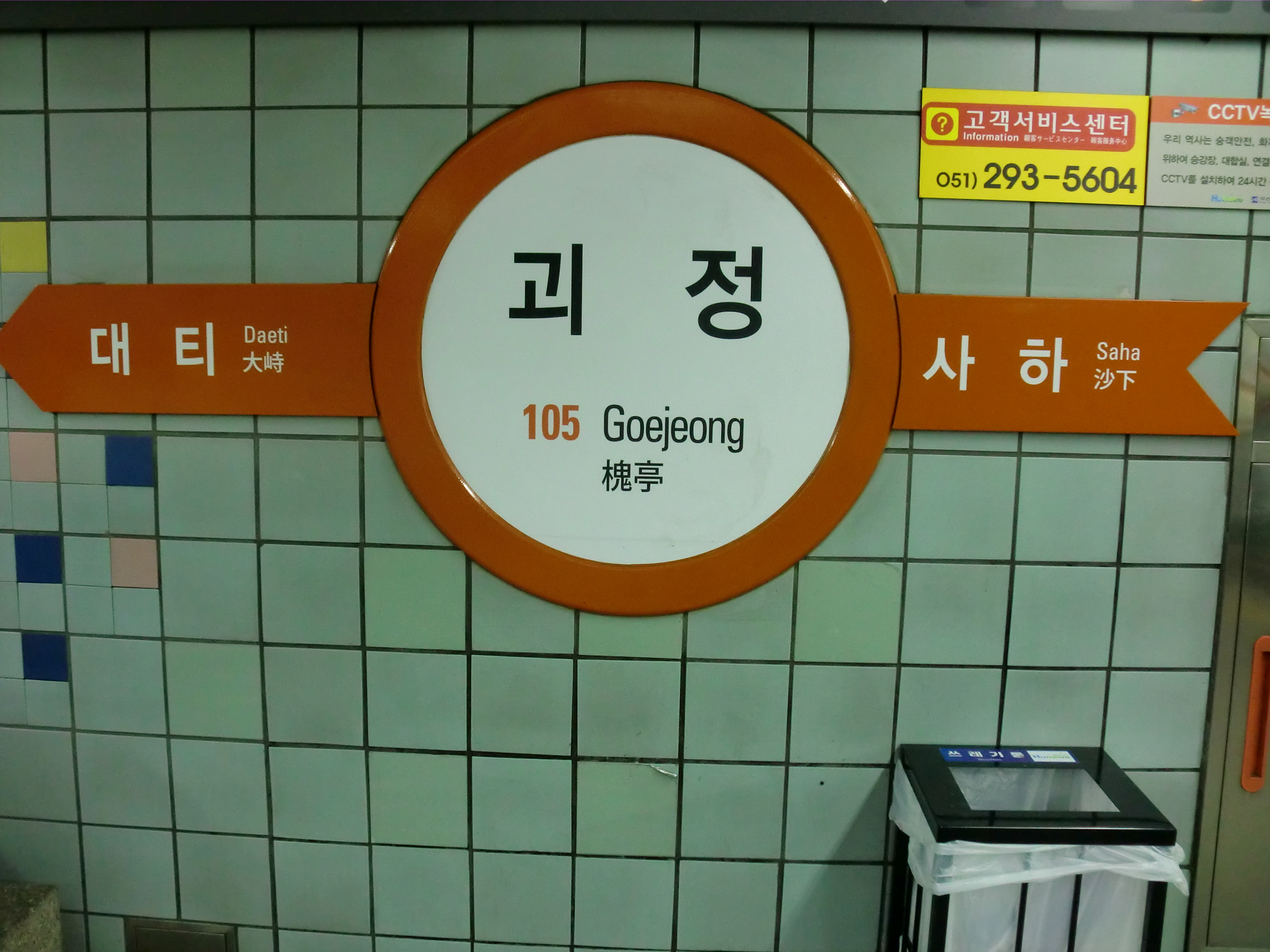
駅名標

### のりば
| 上り | 1号線 | 多大浦海水浴場方面 |
| 下り | 1号線 | 老圃方面           |

## 歴史
- 1994年6月23日 - 1号線新平 - 西大新洞（現・西大新）間延伸に伴い開業。

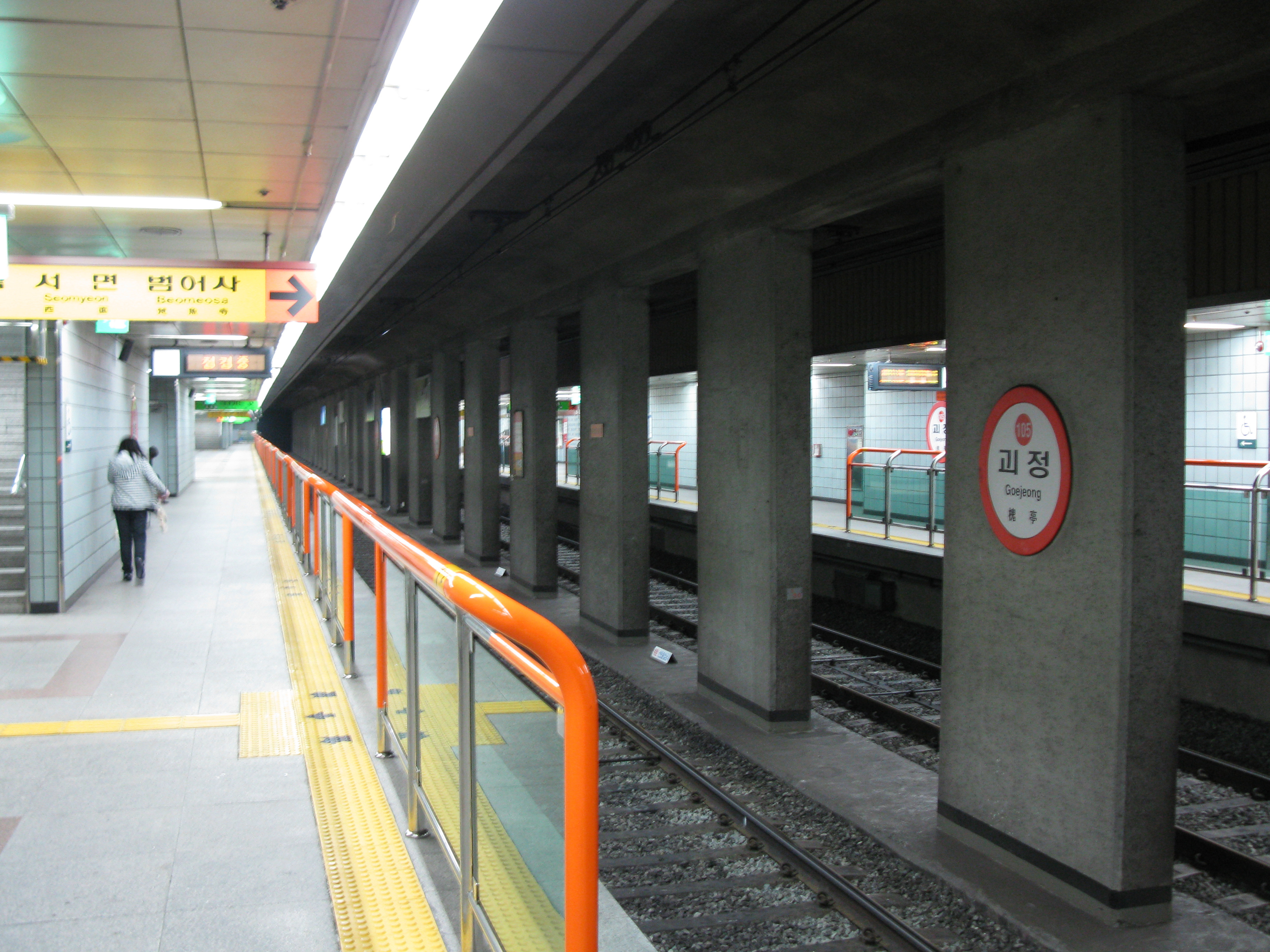
ホームドア設置前（2009年2月）

## 駅周辺
- 釜山沙下警察署槐亭地区隊
- 釜山沙下警察署槐亭3治安センター
- 沙下消防署槐亭119安全センター
- 沙下図書館
- 釜山槐亭洞郵便局
- 沙下初等学校
- 国民銀行槐亭駅支店
- NH農協銀行槐亭洞支店
- ウリィ銀行槐亭洞支店

## 隣の駅
釜山交通公社
 1号線
沙下駅 (104) - 槐亭駅 (105) - 大峙駅 (106)